# Agapetus sibiricus
Agapetus sibiricus là một loài Trichoptera trong họ Glossosomatidae. Chúng phân bố ở miền Cổ bắc.